# Round-Island-Boa
Die Round-Island-Boa (Casarea dussumieri), auch als Kielschuppenboa bezeichnet, ist die einzige Art der Gattung Casarea innerhalb der Familie der Bolyerschlangen. Sie lebt auf den kleinen Inseln Round Island und Gunner’s Coin bei Mauritius. Sie darf nicht verwechselt werden mit der vermutlich ausgestorbenen Mauritiusboa (Bolyeria multocarinata) aus der monotypischen Schlangengattung Bolyeria, die nur auf Round Island vorkam. Die Round-Island-Boa ist vom Aussterben bedroht.

## Beschreibung
Die Round-Island-Boa ist eine ungiftige, schlanke Schlange, die eine Länge bis 150 cm erreicht. Die Oberseite ist dunkelbraun. Die Unterseite ist heller und hat dunkle Tupfer. Das Schuppenkleid besteht aus kielförmigen Schuppen.

## Verbreitung und Lebensraum
Der Lebensraum der Round-Island-Boa ist auf die kleine Insel Round Island bei Mauritius beschränkt. Früher lebte sie in den tropischen Hartholzwäldern und in der Palmsavanne. Heute kommt sie nur noch in einem kleinen Savannenareal mit spärlichen Palmbeständen vor.

## Lebensweise
Die Round-Island-Boa ist überwiegend nachtaktiv und ernährt sich von endemischen Skinken und Geckos. Jungtiere und Männchen leben teilweise in Bäumen. Über ihrer Brutbiologie ist nur wenig bekannt. Es wird vermutet, dass die Brutzeit im April beginnt, obwohl junge Schlangen das ganze Jahr über beobachtet werden. Das Gelege besteht aus zwölf weichschaligen Eiern und befindet sich vermutlich in hohlen Palmstämmen oder unter Laub. Nach einer verhältnismäßig langen Brutzeit von 90 Tagen schlüpfen die jungen Schlangen, die bei der Geburt ungefähr 5 Gramm wiegen und eine hellorange Färbung des Schuppenkleides aufweisen.

## Gefährdung
90 % des ursprünglichen Hartholzwaldes auf Round Island wurden gerodet und mussten Ackerbauflächen weichen. Um das Jahr 1840 wurden Kaninchen und Ziegen auf Round Island eingeführt, die die Vegetation sehr stark zerstörten und somit zur Bodenerosion beitrugen. Mehrere Pflanzenarten, die den endemischen Tierarten, wie den Skinken oder den Schlangen Schutz und Lebensraum boten, sind deshalb ausgestorben oder extrem selten. Vom einstigen botanischen Reichtum der Insel ist nur noch ein spärlicher Rest übrig, der zudem durch tropische Stürme gefährdet ist. Die Ziegen und Kaninchen wurden in den 1980er Jahren auf Initiative der Mauritian Wildlife Foundation von der Insel entfernt. Heute leben vielleicht etwa 500 erwachsene Schlangen auf Round Island (mit einer geschätzten Gesamtpopulation von ungefähr 1000 Exemplaren).